# Rock You to Hell
Albums de Grim Reaper
Fear No Evil
(1985) See You in Hell/Fear No Evil
(1999)
Rock You to Hell est le troisième album sorti par le groupe de Heavy Metal Britannique Grim Reaper en 1987 sous le label RCA.

## Liste des titres
Toutes les chansons sont de Steve Grimmett & Nick Bowcot, sauf indication.
1. Rock You to Hell
2. Night of the Vampire
3. Lust for Freedom
4. When Heaven Comes Down (Bowcot)
5. Suck It and See
6. Rock Me 'til I Die
7. You'll Wish That You Were Never Born
8. Waysted Love (Bowcot, De Mercado)
9. I Want More

## Composition du groupe
- Steve Grimmett : chant
- Nick Bowcott : guitares
- Dave Wanklin : basse
- Lee Harris : batterie